# Jitongbahn

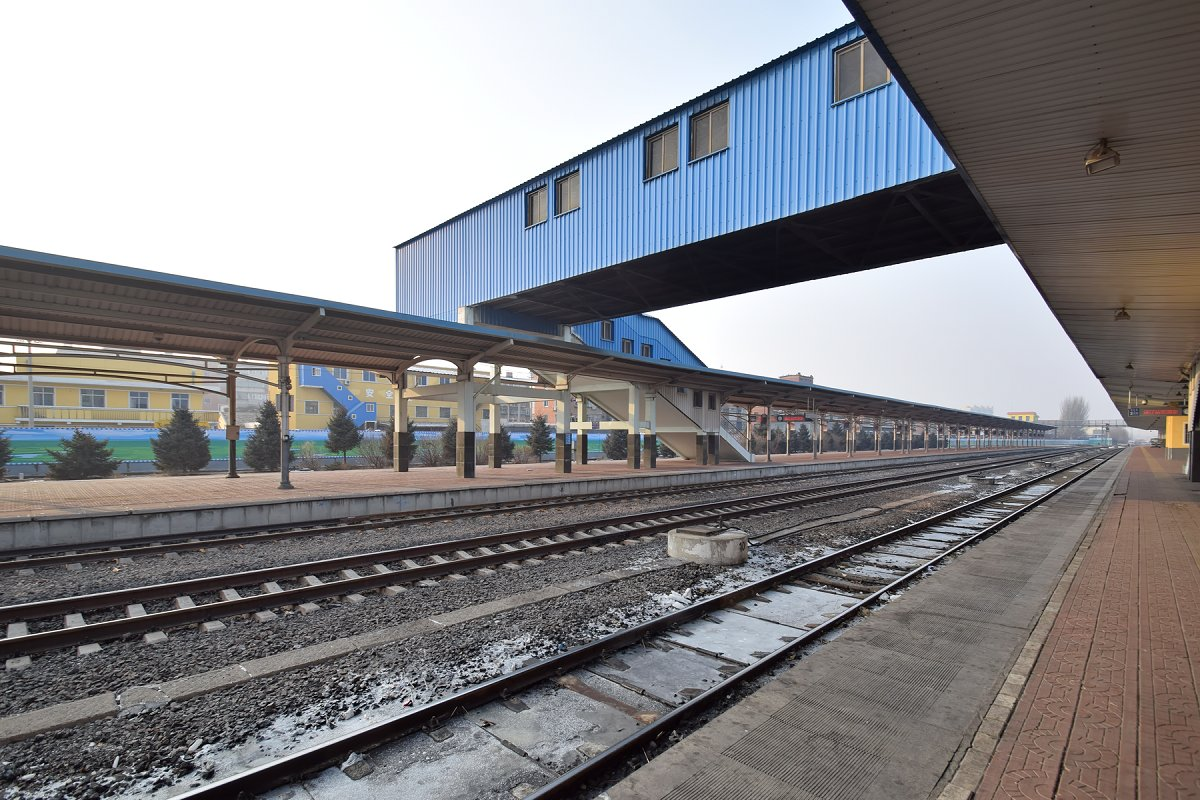
Bahnhof Tongliao

Die Jitongbahn (chinesisch 集通鐵路 / 集通铁路, Pinyin Jítōng Tiělù) ist eine Bahnstrecke in der Inneren Mongolei Chinas mit einer 943 Kilometer langen Hauptstrecke von Jining bis Tongliao. Die gleichnamige Eisenbahngesellschaft beschäftigt 8000 Mitarbeiter.

## Geschichte
Nach rund fünf Jahren Bauzeit nahm die Jitongbahn am 1. Dezember 1995 den Betrieb auf. Bis ins Jahr 2002 wurde auf der gesamten 943 Kilometer langen Strecke der Verkehr mit der Dampftraktion abgewickelt. Doch mit der zunehmenden Elektrifizierung des Staatsbahnnetzes wurden immer mehr Diesellokomotiven frei, die ab dem Jahr 2002 Stück für Stück den Dampfbetrieb ablösten. Der Traktionswandel begann an den beiden Außenposten der Jitongbahn Jining und Tongliao. Zur ernsthaften Konkurrenz für die Dampflokomotiven wurde die Dieseltraktion aber erst ab 2004. Im Jahr 2004 war das Bahnbetriebswerk Bychii das westlichste Dampflok-Bahnbetriebswerk der Jitongbahn, nachdem es auch noch die restlichen Dampfloks von Benhong übernommen hatte. Der berühmte Jingpengpass wurde im März 2005 verdieselt. Im letzten Jahr der Dampflokzeit beschränkten sich die täglichen, planmäßigen Einsätze der Baureihe QJ auf den 150 Kilometer langen Streckenabschnitt zwischen Daban und Chabuga. Am 25. November 2005 fuhr nochmal ein planmäßiger Personenzug mit Dampftraktion von Daban über den Jingpengpass bis nach Jingpeng. Zwischen Daban und Chabuga wurde der Dampfbetrieb im März 2006 endgültig eingestellt. Seither ist die gesamte Strecke verdieselt. Die Elektrifizierung der Bahn begann im April 2020 und soll bis voraussichtlich 2024 vollendet sein.

## Fahrzeuge und Betrieb
Die Fahrzeugflotte der Jitongbahn umfasste 1995 130 QJ-Dampflokomotiven für den Fahrbetrieb und mehrere Dampfbagger für das Bekohlen der Dampfloks. Alle 130 Dampfloks waren in den 1980er Jahren gebaut worden und dementsprechend mit der sechsachsichen Tendervariante ausgestattet. 1995 wurden sie von der chinesischen Staatsbahn gebraucht gekauft und in Datong einer Hauptuntersuchung unterzogen, ehe sie in die innere Mongolei umgesiedelt wurden. Denn die gebrauchten Dampflokomotiven waren wesentlich günstiger, als neue Diesellokomotiven. Ab dem Jahr 2002 begann die Verdieselung mit Loks der Baureihe DF4, die seit 2006 als einzige Lokbaureihe der Jitongbahn den Betrieb bewältigt, wie zuvor die Baureihe QJ. Im Mittelabschnitt um den betrieblichen Hauptstützpunkt Daban, Chabuga und den Jingpengpass wurden fast alle Züge mit zwei Lokomotiven bespannt, sowohl zu Zeiten der QJ als auch zur Zeit der DF4. Auf dieser Steigung durften maximal 60 Güterwagen mit 2300 Tonnen Gewicht gefahren werden. Auf alle anderen Streckenabschnitten reichte eine Lok aus. Elf Loks der Baureihe QJ stehen seit dem Ende der Dampflokzeit als Denkmal im Bahnbetriebswerk von Daban. QJ 6020 steht als zwölfte Lok im Bahnbetriebswerk von Jining. Die drei Loks mit den Nummern 7081, 6988 und 7040 wurden nach Nordamerika gebracht.

## Bahnbetriebswerk  Daban
Daban war der betriebliche Hauptstützpunkt der Jitongbahn mit dem offenbar größten Bahnbetriebswerk. Es verfügte über einen großen Rechteckschuppen, der mindestens zwölf Reparatur- und Auswaschstände beinhaltete. Mehr als die Hälfte aller 130 QJ der Jitongbahn waren hier stationiert. Sämtliche Züge waren hier mit zwei Loks bespannt und hatten in Daban Lokwechsel. Ende 2005 wurden hier alle noch betriebsfähigen QJ zusammengezogen. Am 24. November 2005 waren nur noch die acht Maschinen mit den Nummer: 6988, 6998, 7038, 7081, 7104, 7119, 7159 und 7163 im Betrieb. Zu diesem Zeitpunkt waren auch in Daban schon Diesellokomotiven der Baureihe DF4 beheimatet.